# سیکلوسرین
سیکلوسرین (به انگلیسی: Cycloserine)
- طبقه بندی درمانی: داروهای ضد سل
- شکل دارویی: قرص

## کاربرد بالینی
کاربرد بالینی اصلی این دارو در درمان سل (مایکوباکتریوم توبرکلوز) می‌باشد. کاربرد سیکلوسرین را برای درمان درد و مشکلات عصبی (بی‌حسی، سوزن سوزن شدن) که ناشی از کاربرد شیمی‌درمانی است و در درمان درد در قسمت پایینی پشت، خودگرایی (اوتیسم)، اختلالات اضطرابی خاص و اسکیزوفرنی (شیزوفرنی) هم بررسی می‌کنند.

## مکانیسم اثر
سیکلوسرین با مهار آنزیم دی آلانین لیگاز (D-alanine ligase) موجب اختلال در تشکیل دیواره سلولی مایکوباکتریوم‌ها می‌گردد.